# Flor do Cerrado
Flor do Cerrado é o sexto álbum de estúdio do cantor e compositor Carlinhos Veiga. Lançado de forma independente em 2007, o álbum visou reunir canções que tratam do cerrado da Região Centro-Oeste do Brasil. Carlinhos é autor de várias músicas, mas também conta com Gustavo Veiga, Carlos Brandão, Juraildes da Cruz, Gladir Cabral, Lourival dos Santos, Teddy Vieira, Serafim Colombo Gomes e Luís Bonan como letristas.

## Faixas
1. "Cascos no Chão"
2. "Corrêas, Recos e Bandolins"
3. "Rara Flor"
4. "Quintais
5. "Lata do Lixo"
6. "Poeira"
7. "Pelos Caminhos"
8. "Morena"
9. "Pagode em Brasília"
10. "Canção para o Miguel"
11. "Brasis do Brasil"
12. "Sopra Ventania"
13. "Se Correr o Bicho Pega"